# Architecture Art déco à Tunis
Cet article recense les édifices rattachées à l'architecture Art déco à Tunis, en Tunisie.

### Immeuble De Carlo (16, avenue de Paris)

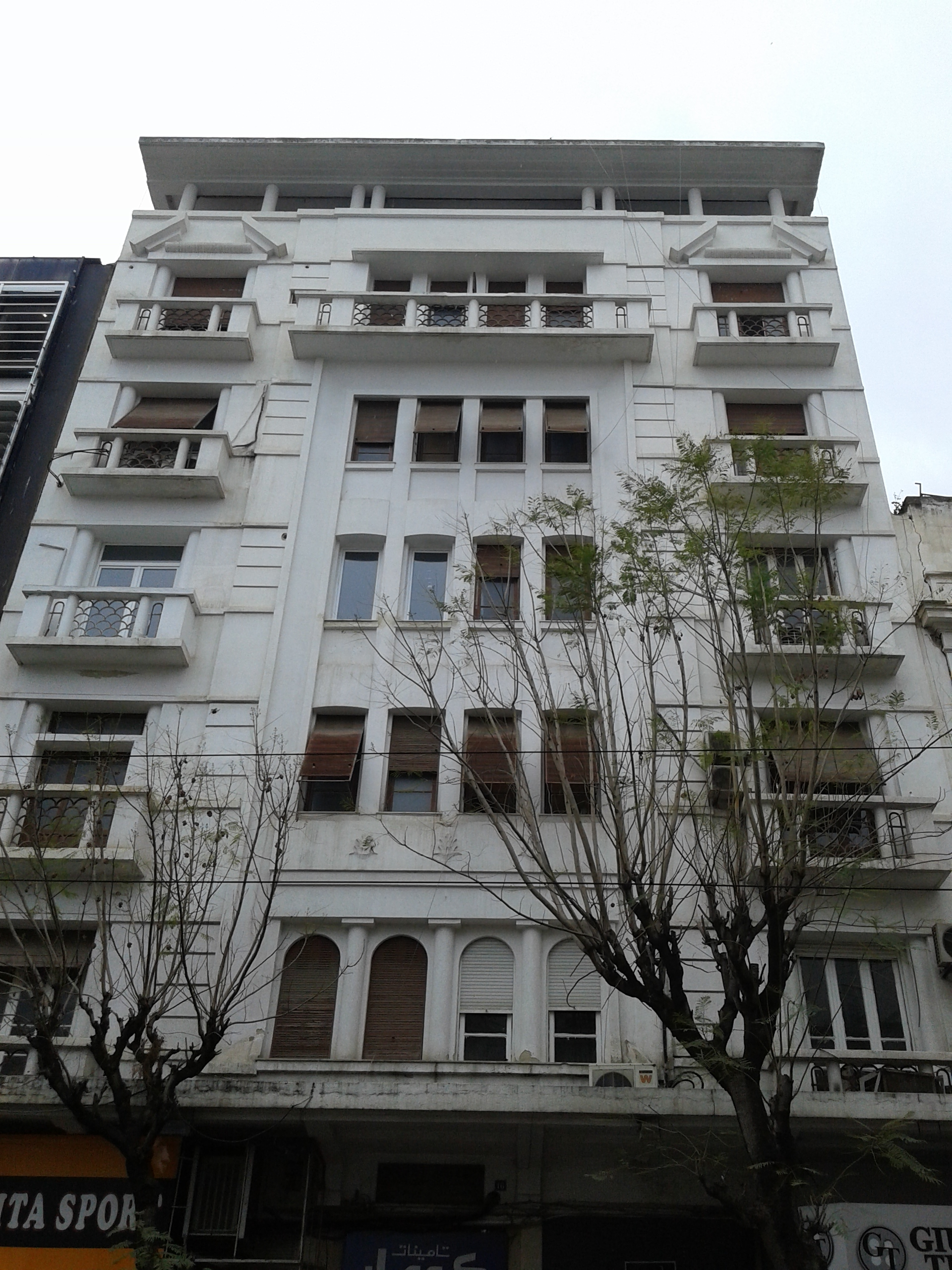

## Réalisations

### Immeuble ENICAR (2, avenue de la Liberté)
L'immeuble est construit entre 1931 et 1933 par l'architecte René Audineau. Sa tour-horloge est inspirée de la tour du pavillon des renseignements et du tourisme de l'Exposition internationale de la houille blanche de 1925, construite par Robert Mallet-Stevens.

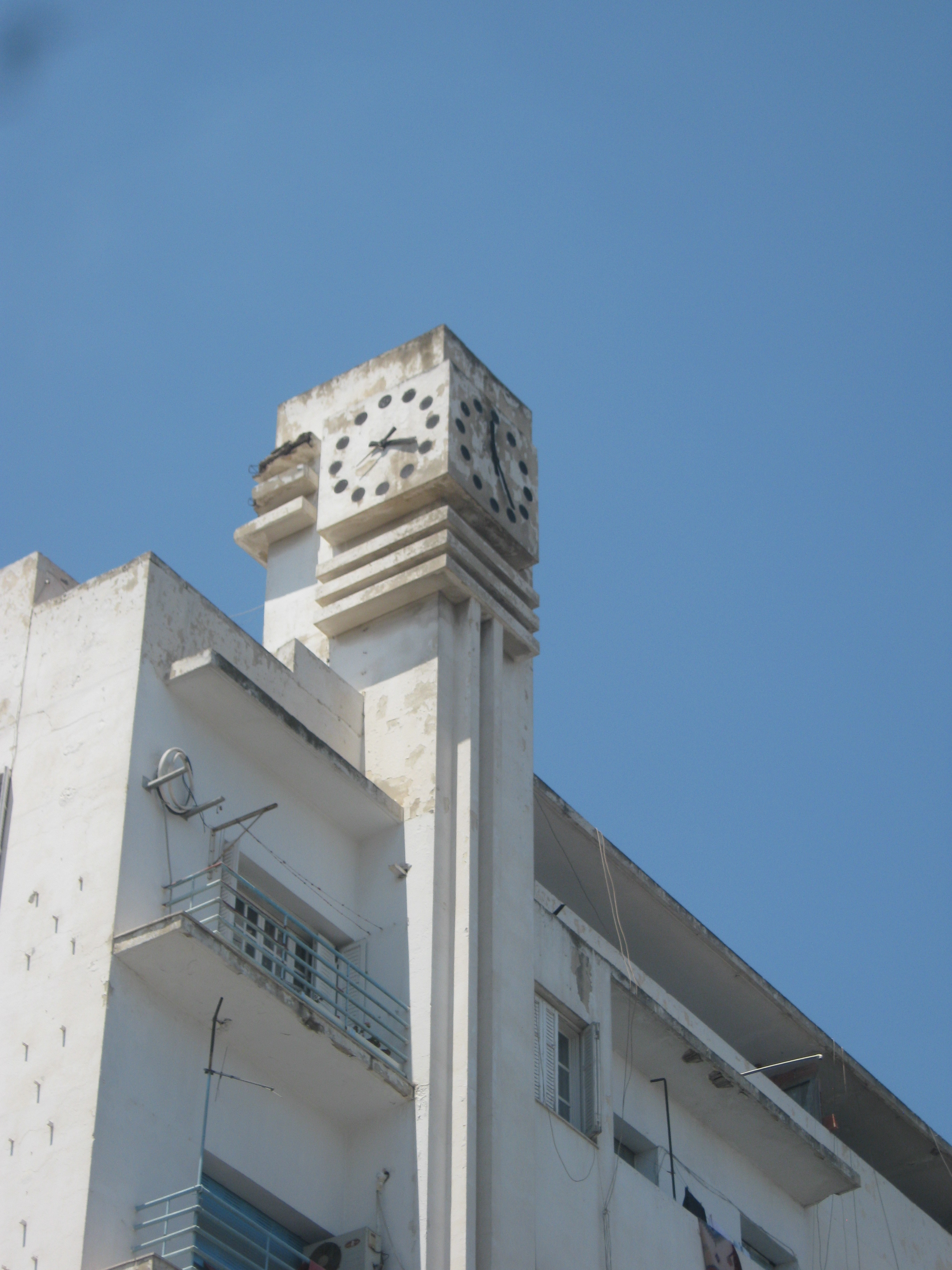
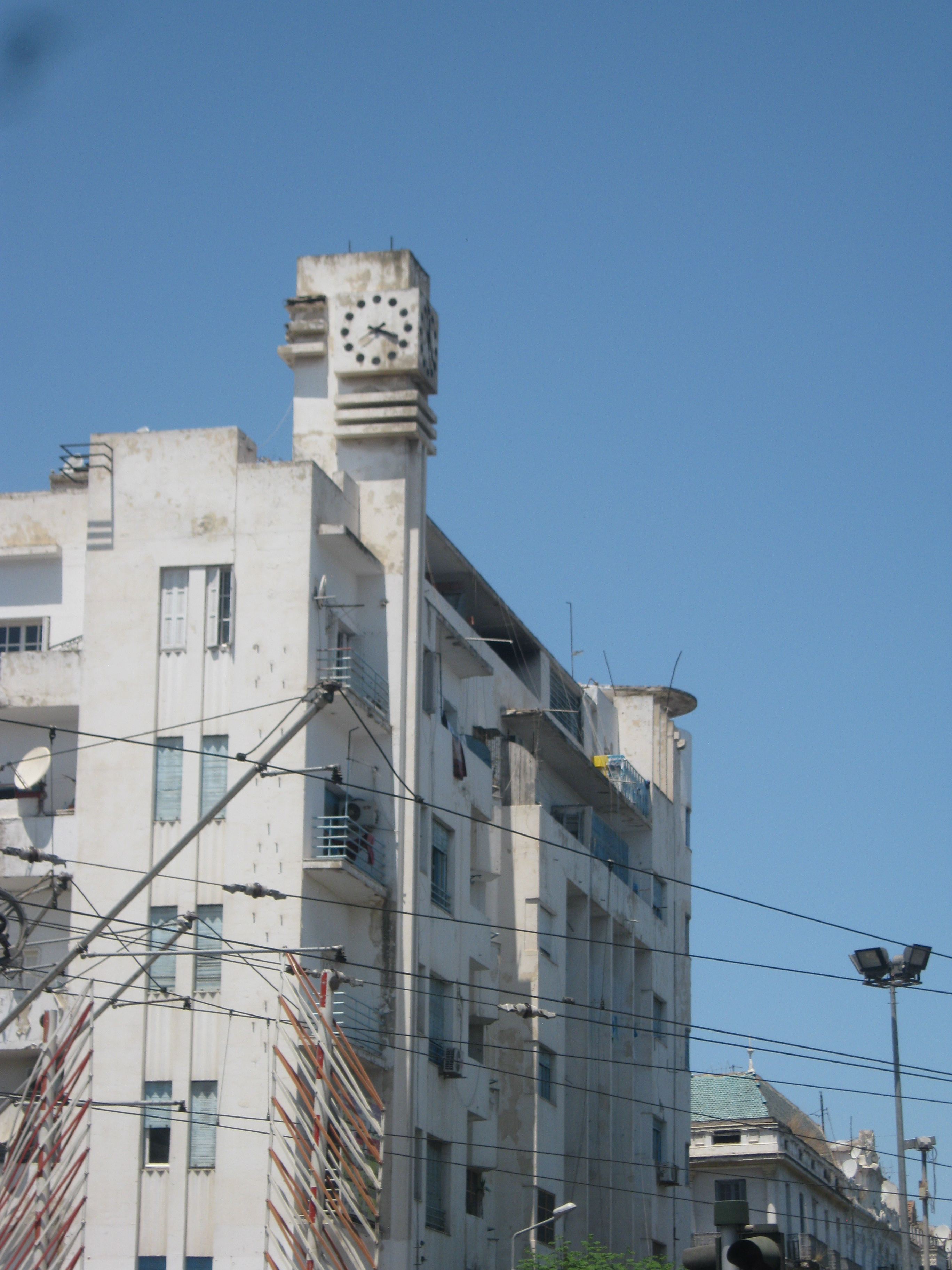

### Maison (place du Tribunal)

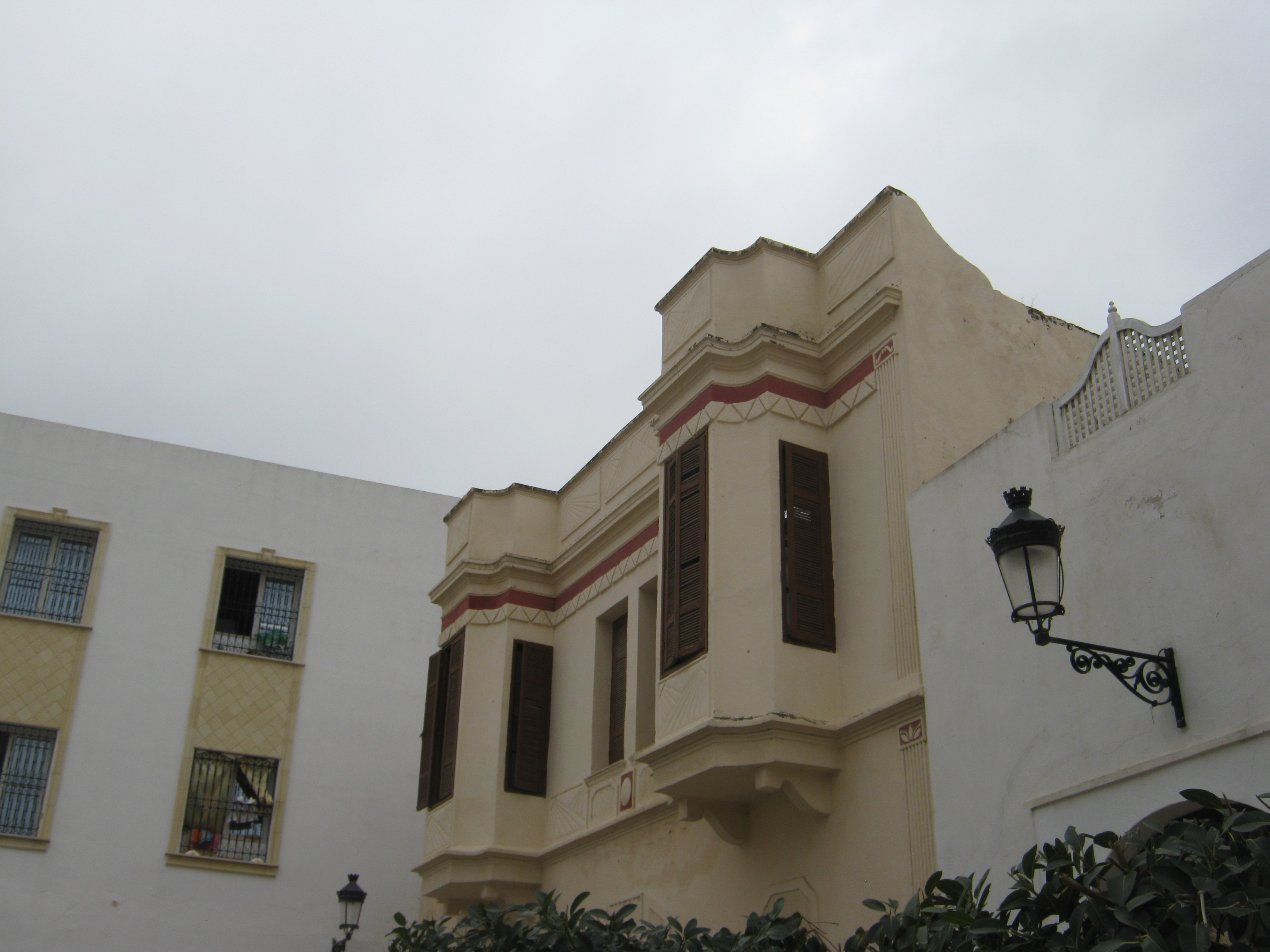
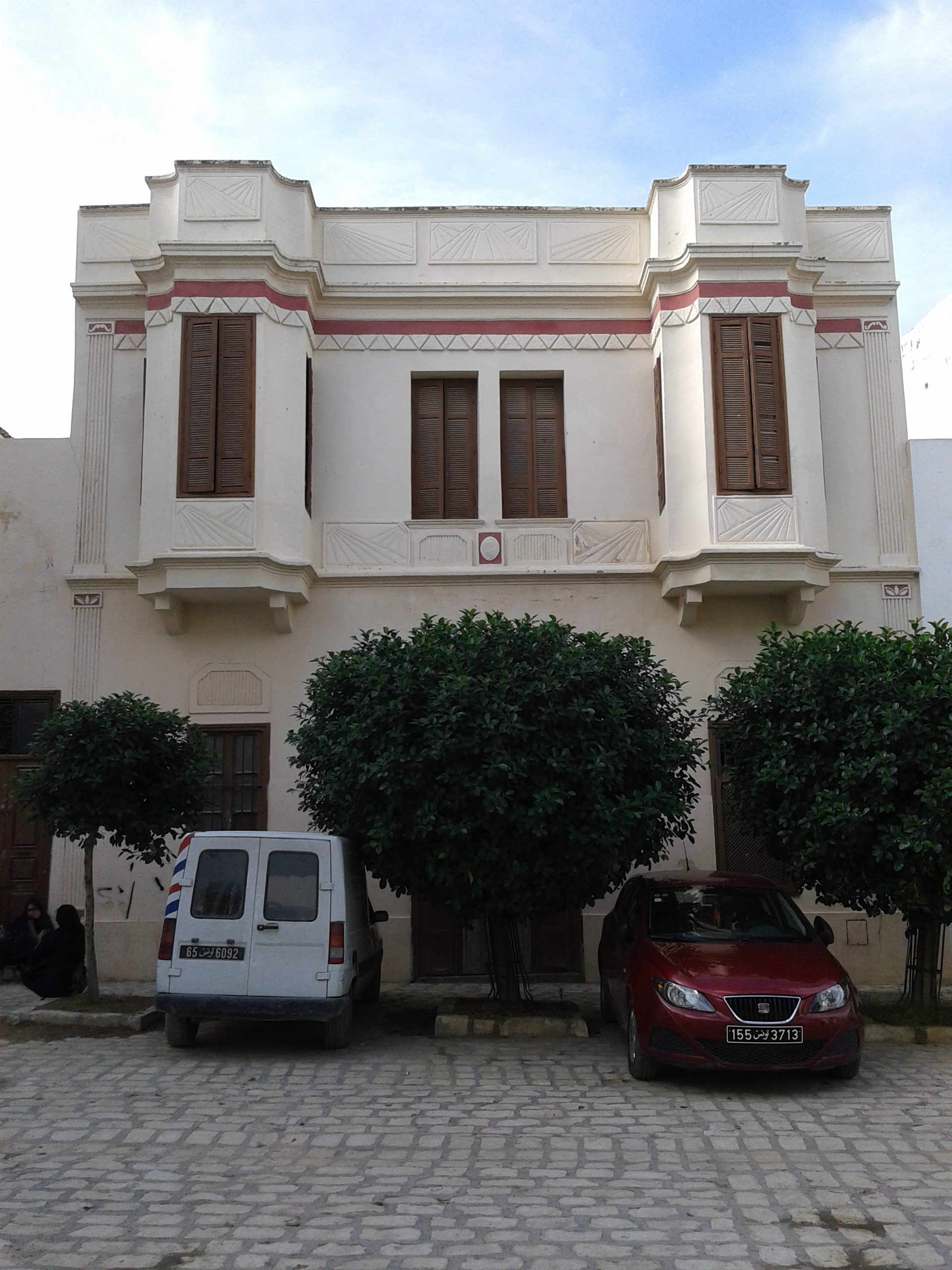

### Immeuble Tabone (22, rue d'Algérie)

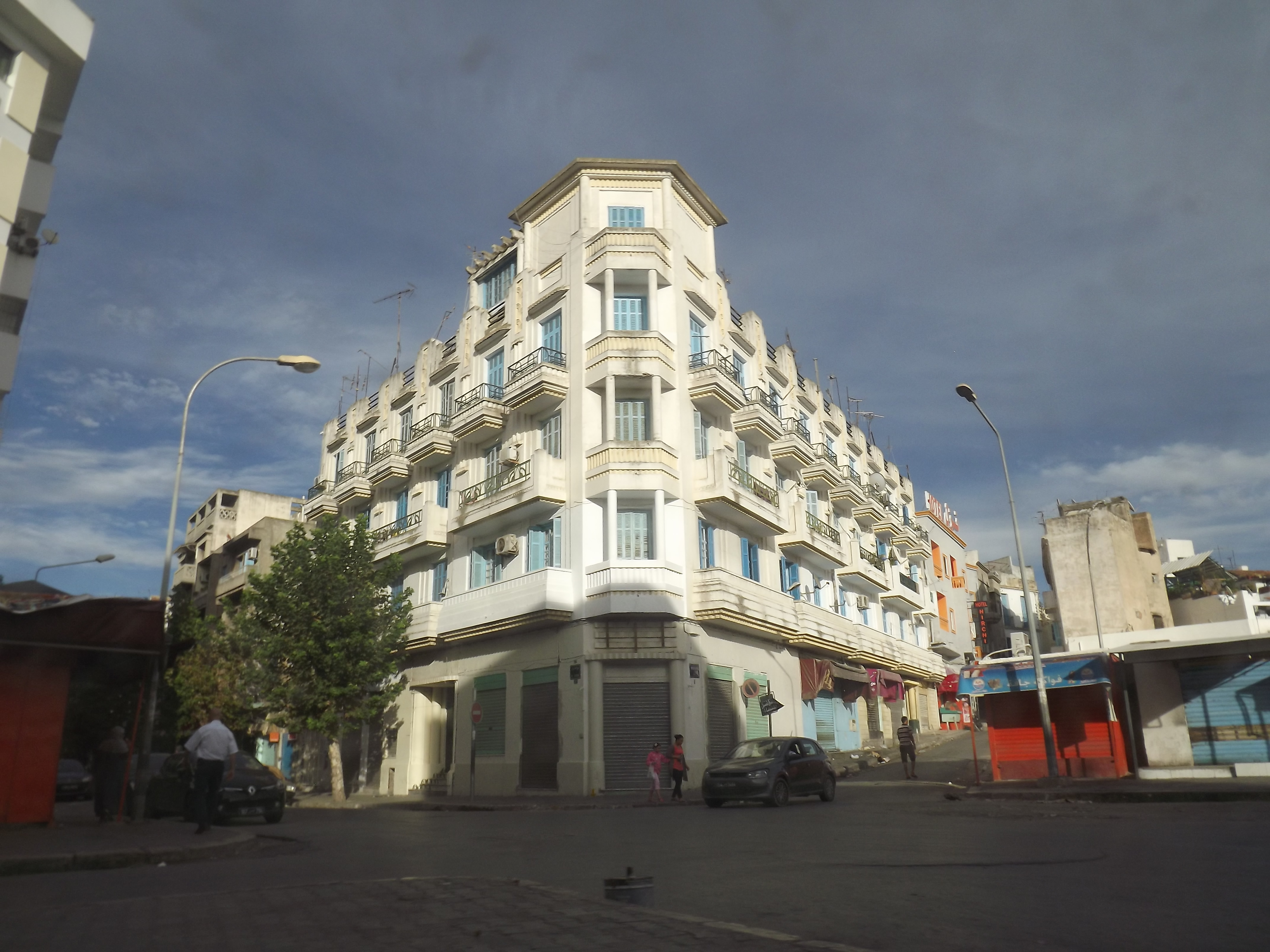

### Immeuble (12, rue d'Égypte)

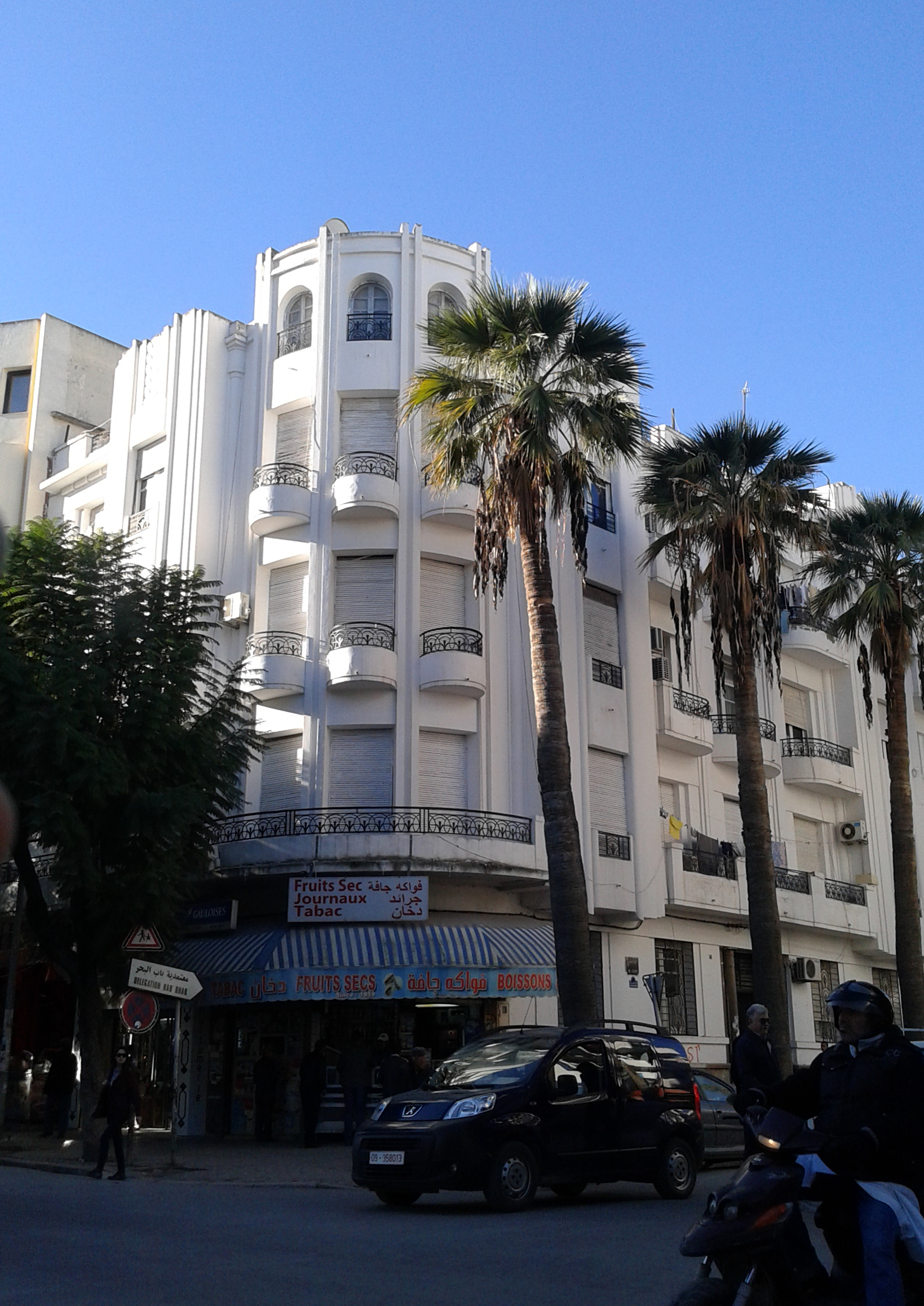

### Immeuble Notarbartolo (96, rue Radhia-Haddad)

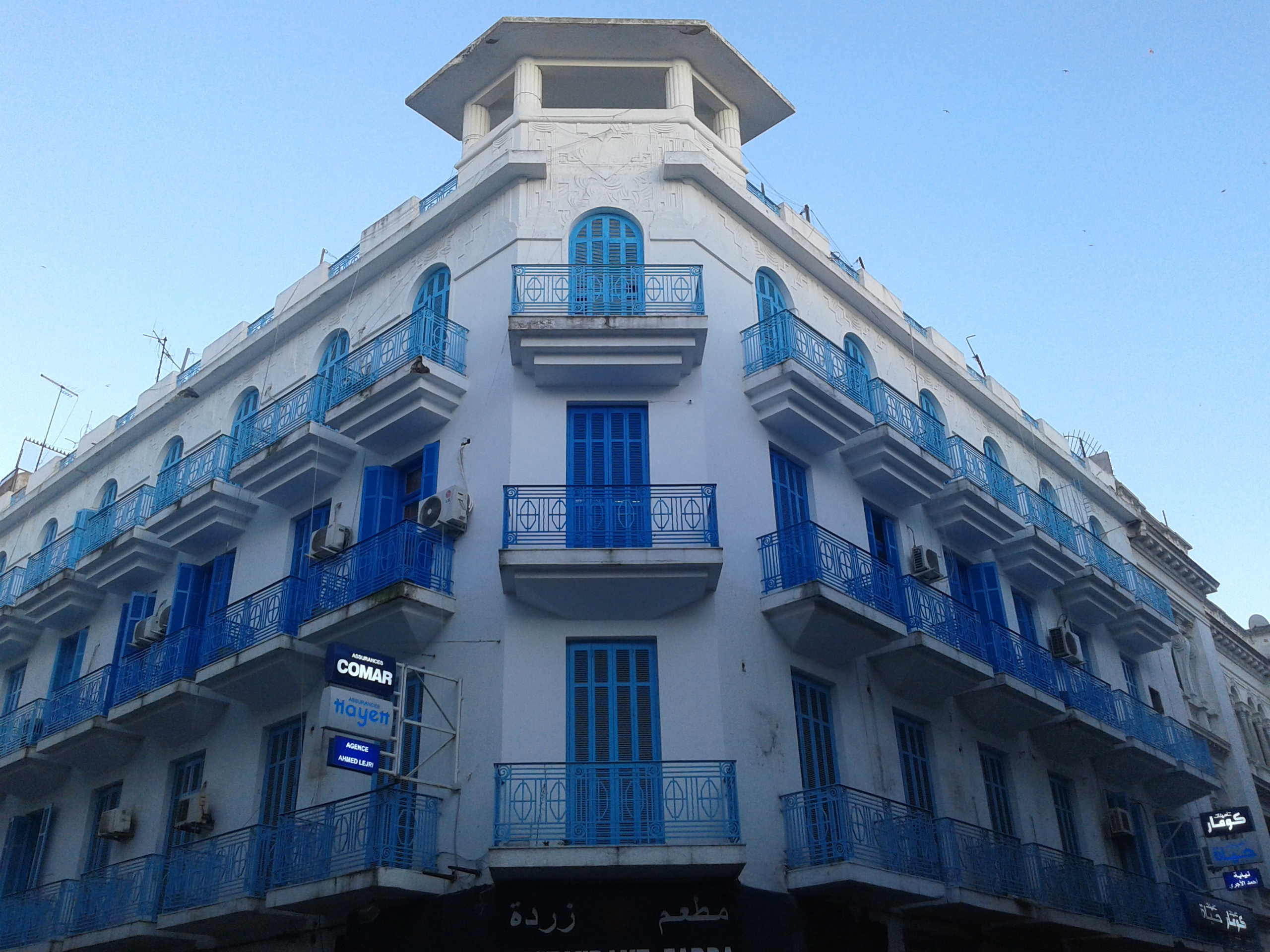

### Poste du Belvédère (place Pasteur)

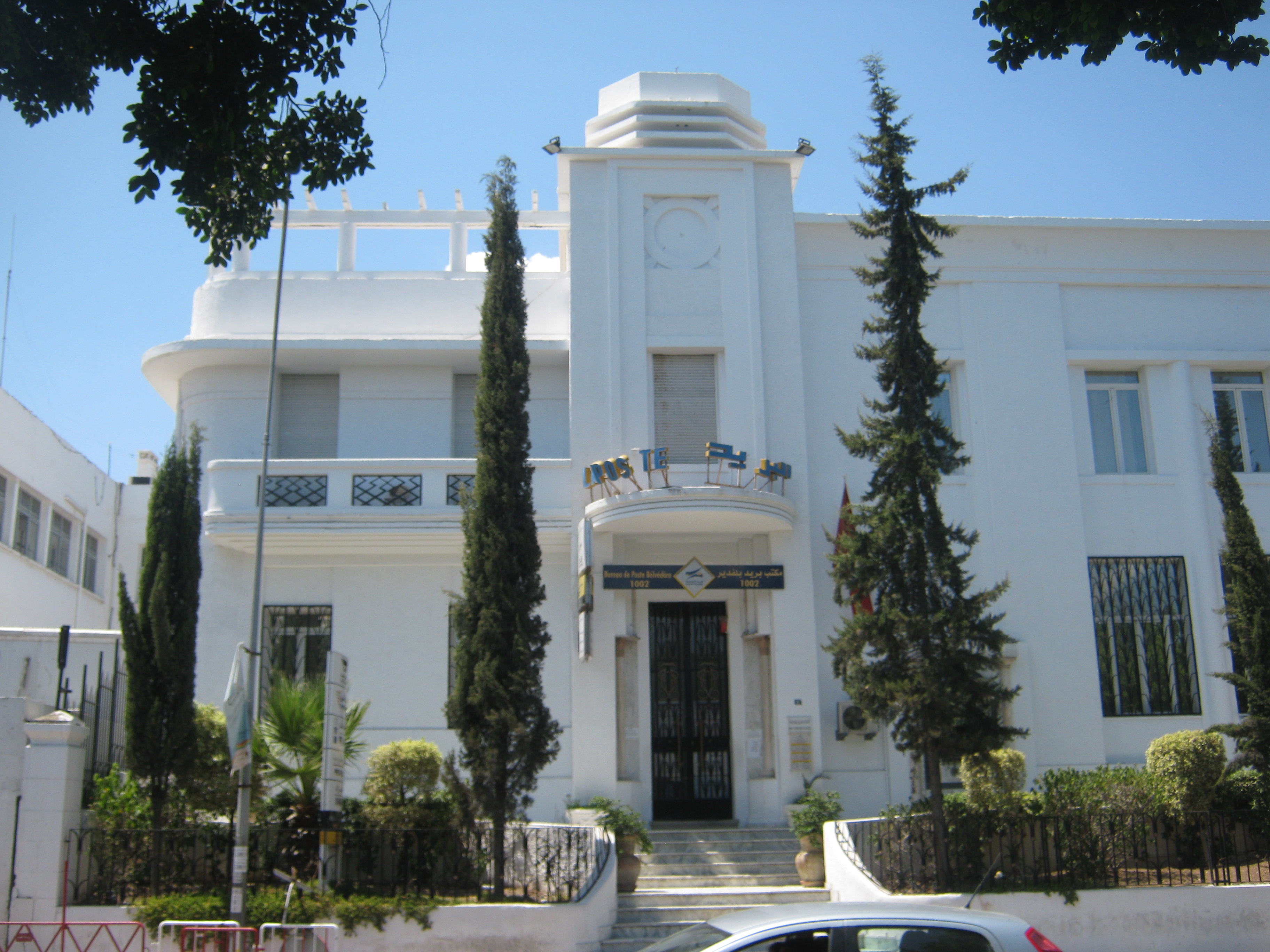
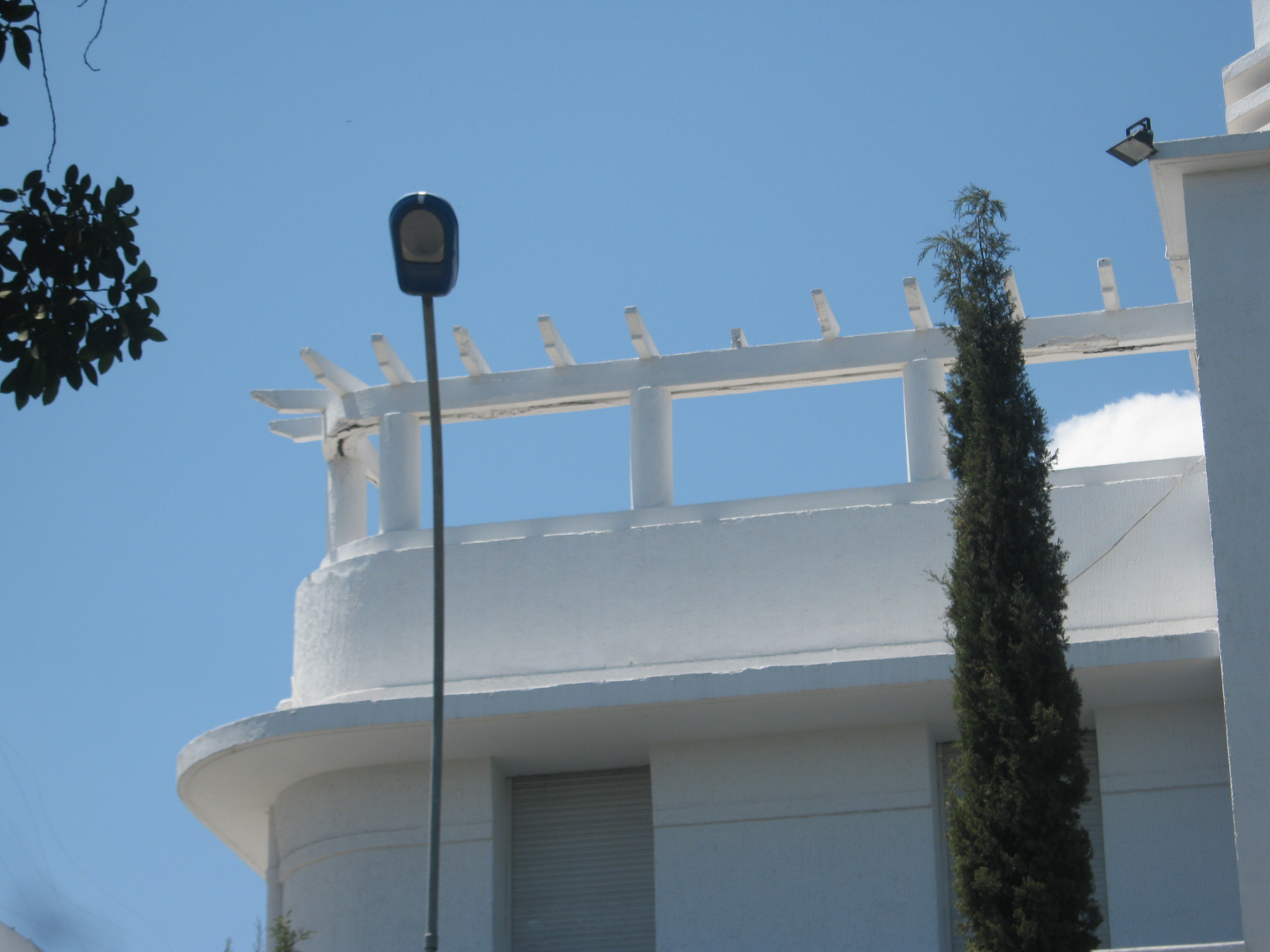

### Maison Resplandy (3, rue de la Banque)

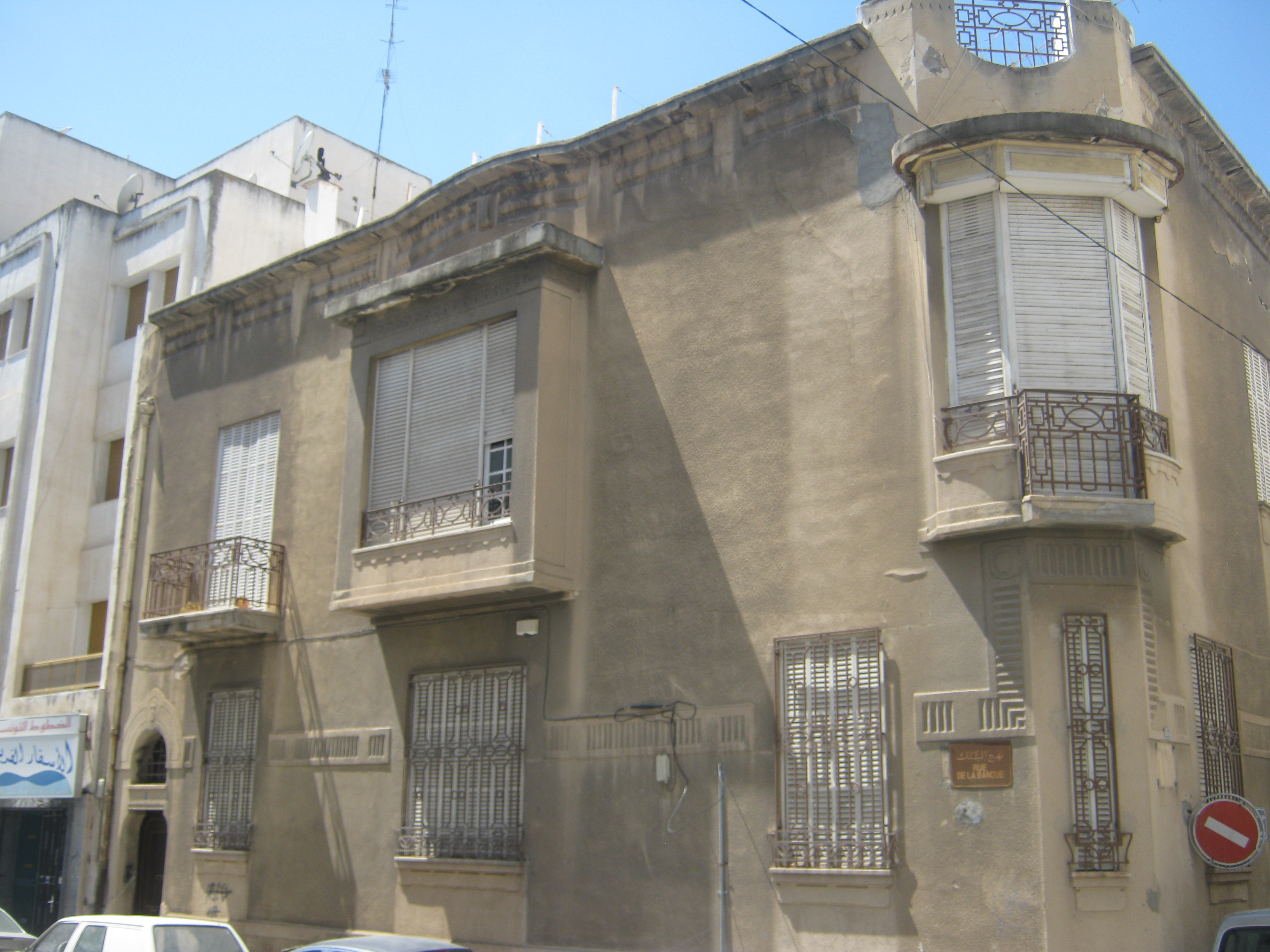

### Immeuble Ritz (angle avenue de Paris et avenue Habib-Thameur)
Le bâtiment abritait jadis l'hôtel Ritz, devenu ensuite hôtel Ritza. Il date des années 1929-1930. Comme son voisin, l'immeuble ENICAR, il est l'œuvre de l'architecte René Audineau. L'édifice est un bel exemple du style paquebot, branche tardive de l'Art déco, qui emprunte à l'univers nautique ses attributs — cheminée, vigie, balustrade — et privilégie l'usage des lignes horizontales. La position de l'immeuble Ritz, à l'angle d'une parcelle triangulaire, évoque de fait la proue d'un navire.

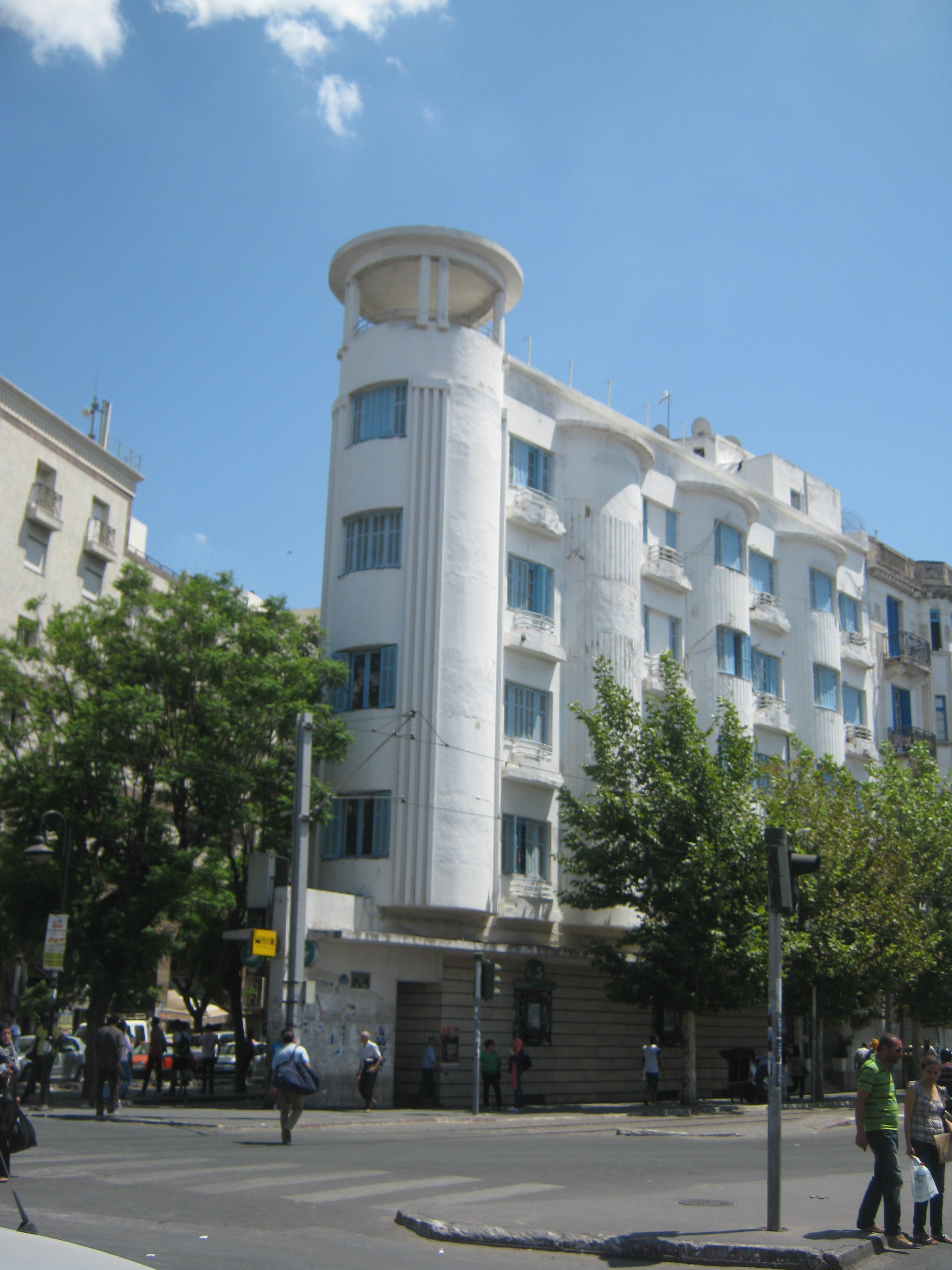

### Immeuble La Nationale (2, avenue de France)

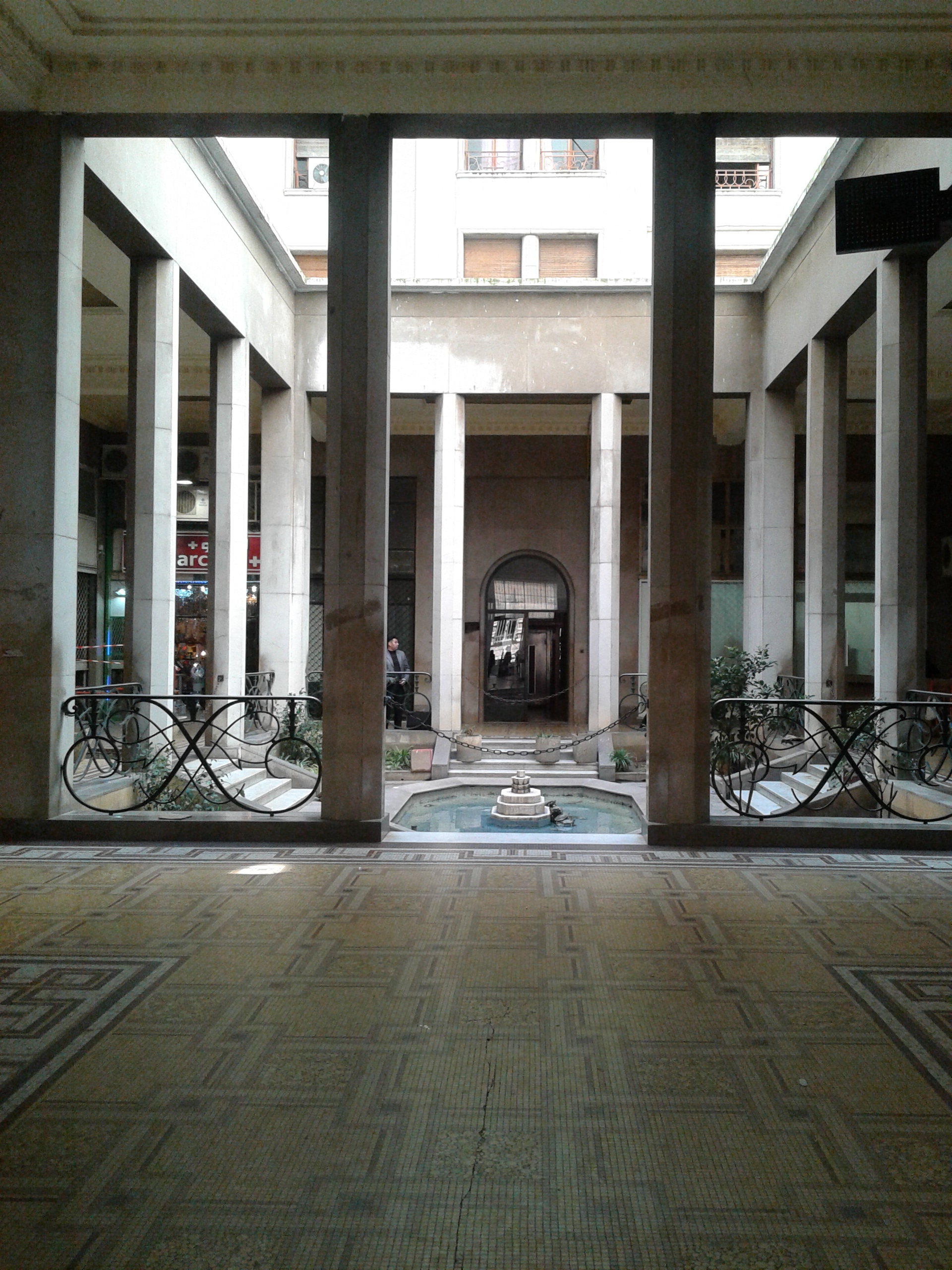
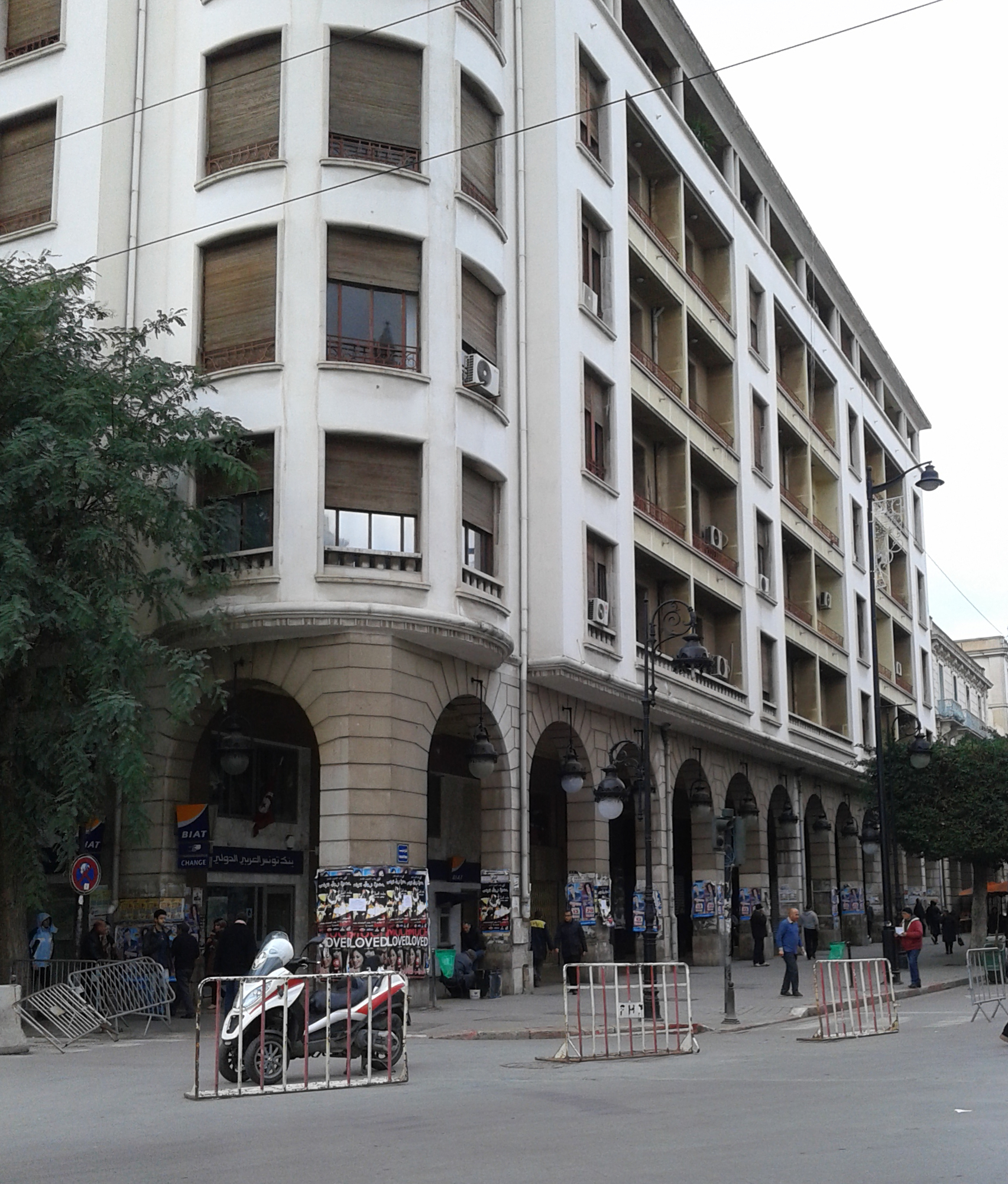

### Immeuble Le Colisée (avenue Habib-Bourguiba)

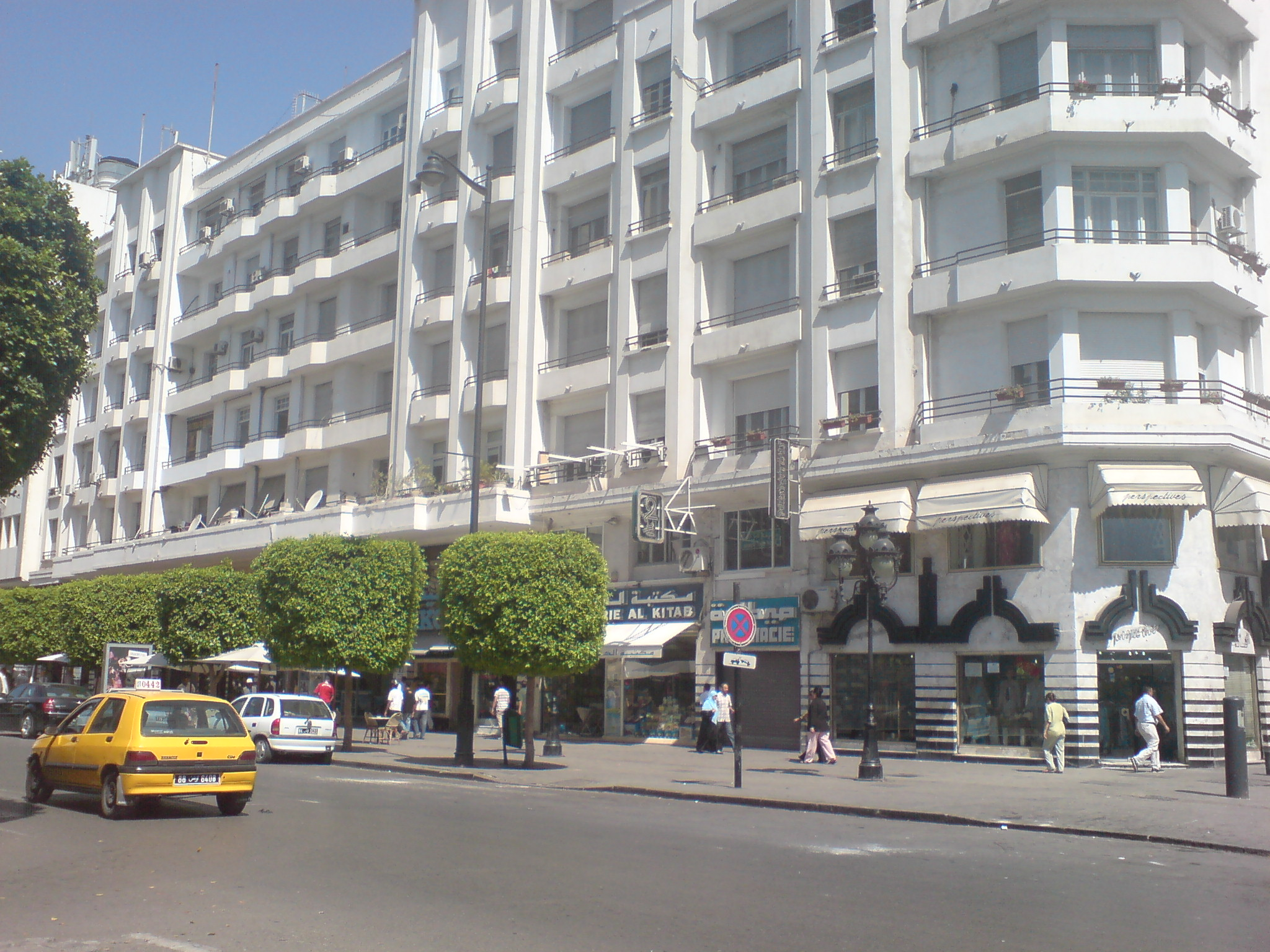

### Immeubles de recasement (rue du Docteur Cassar)

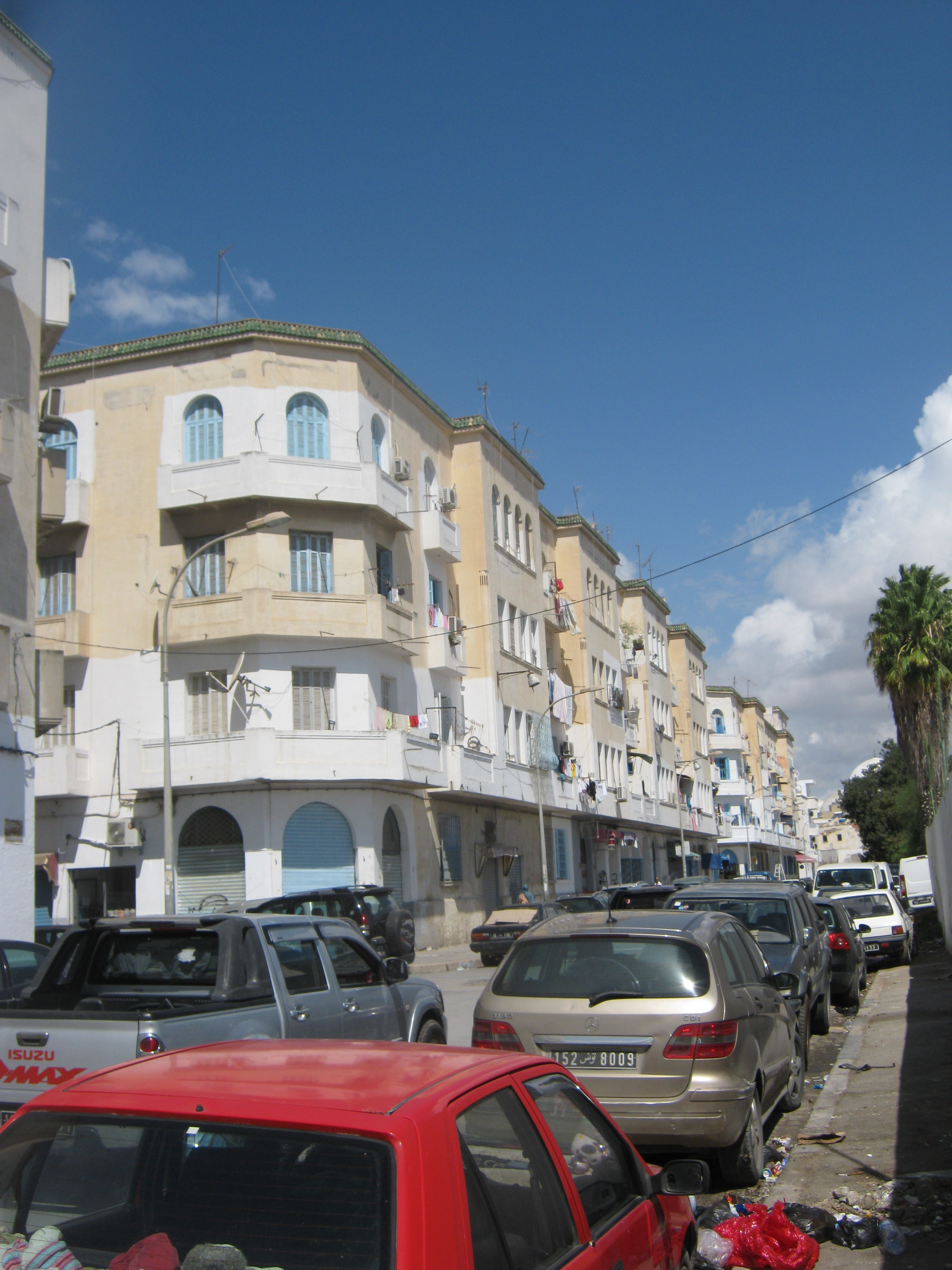
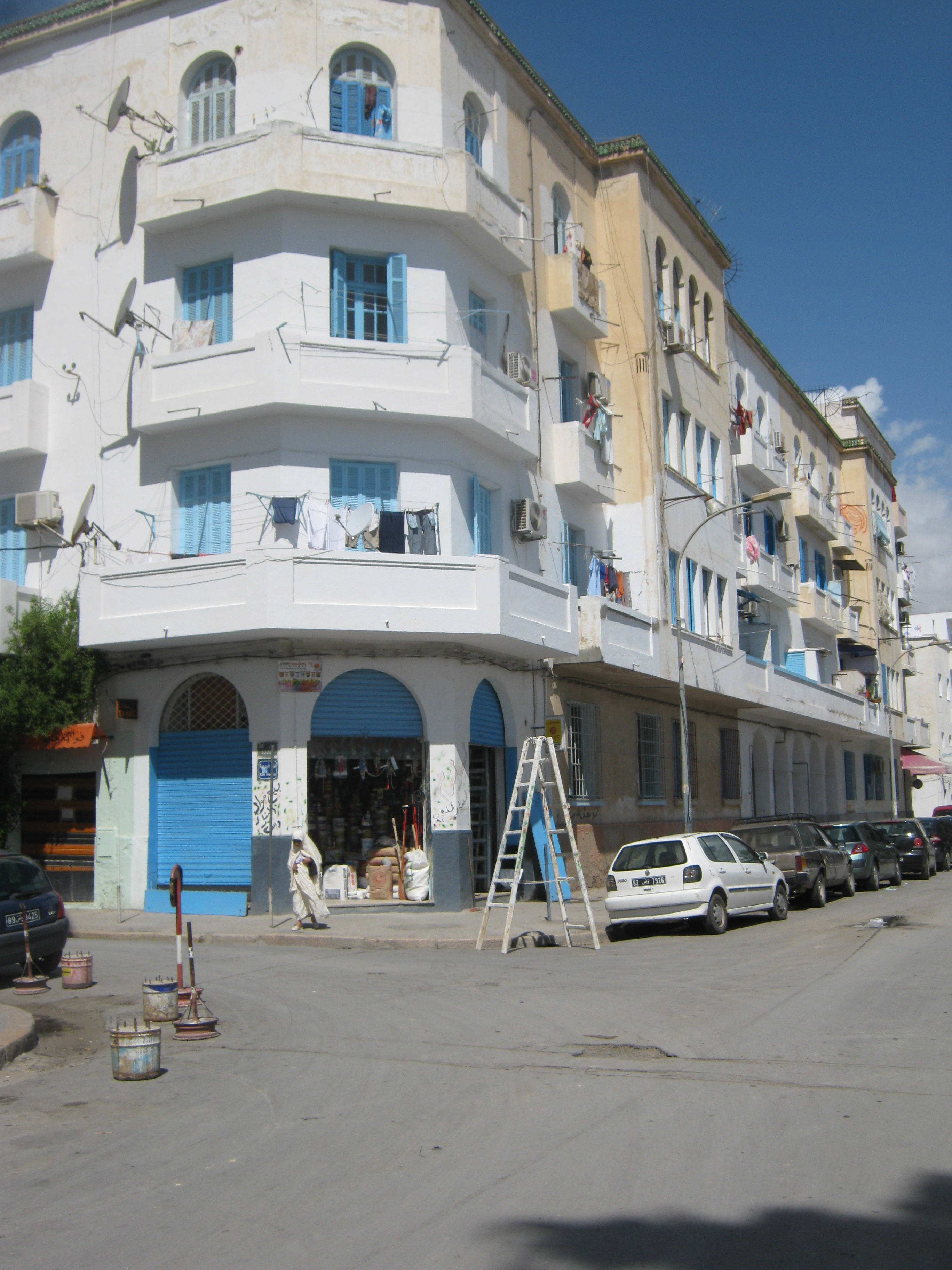
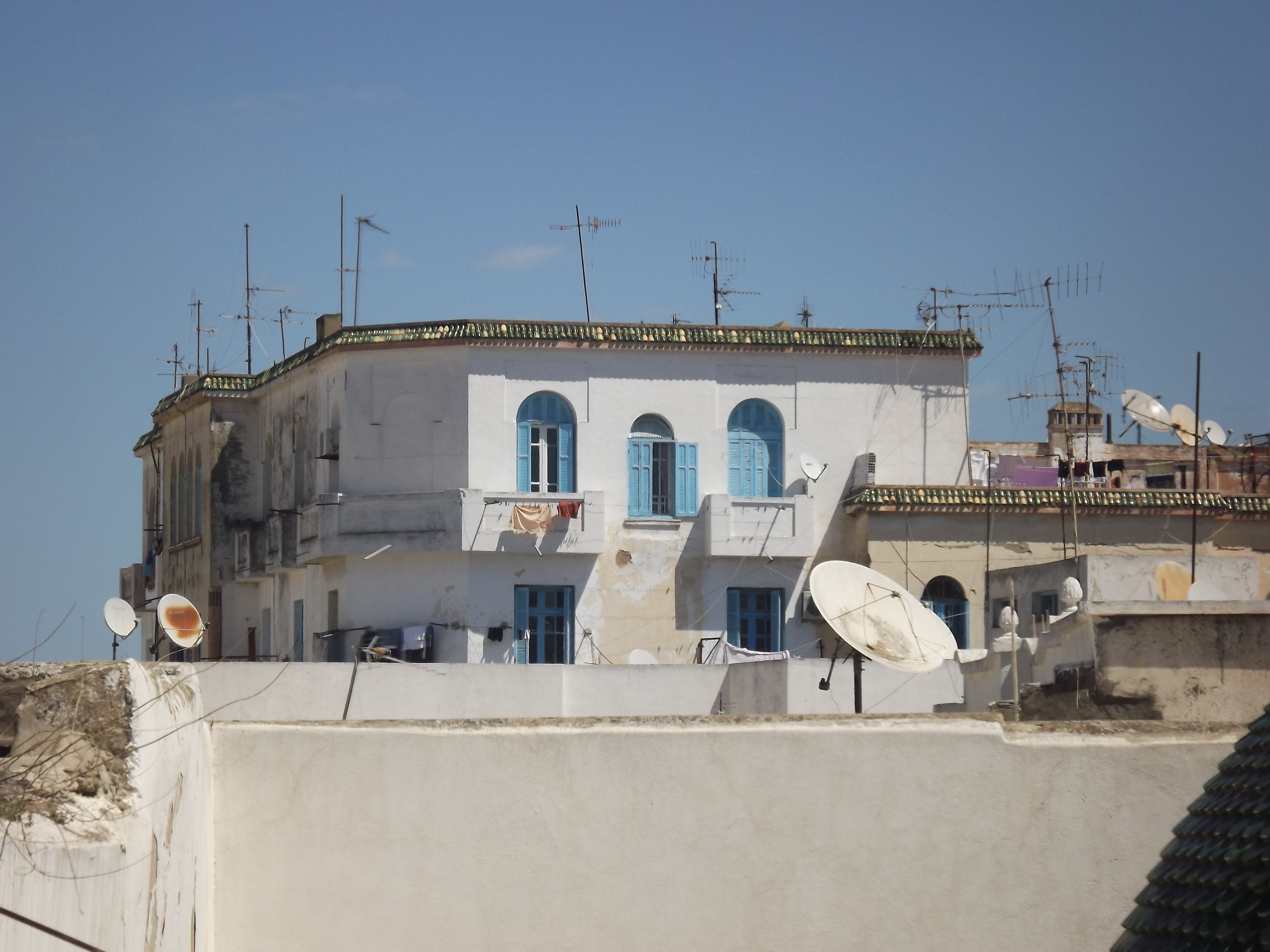
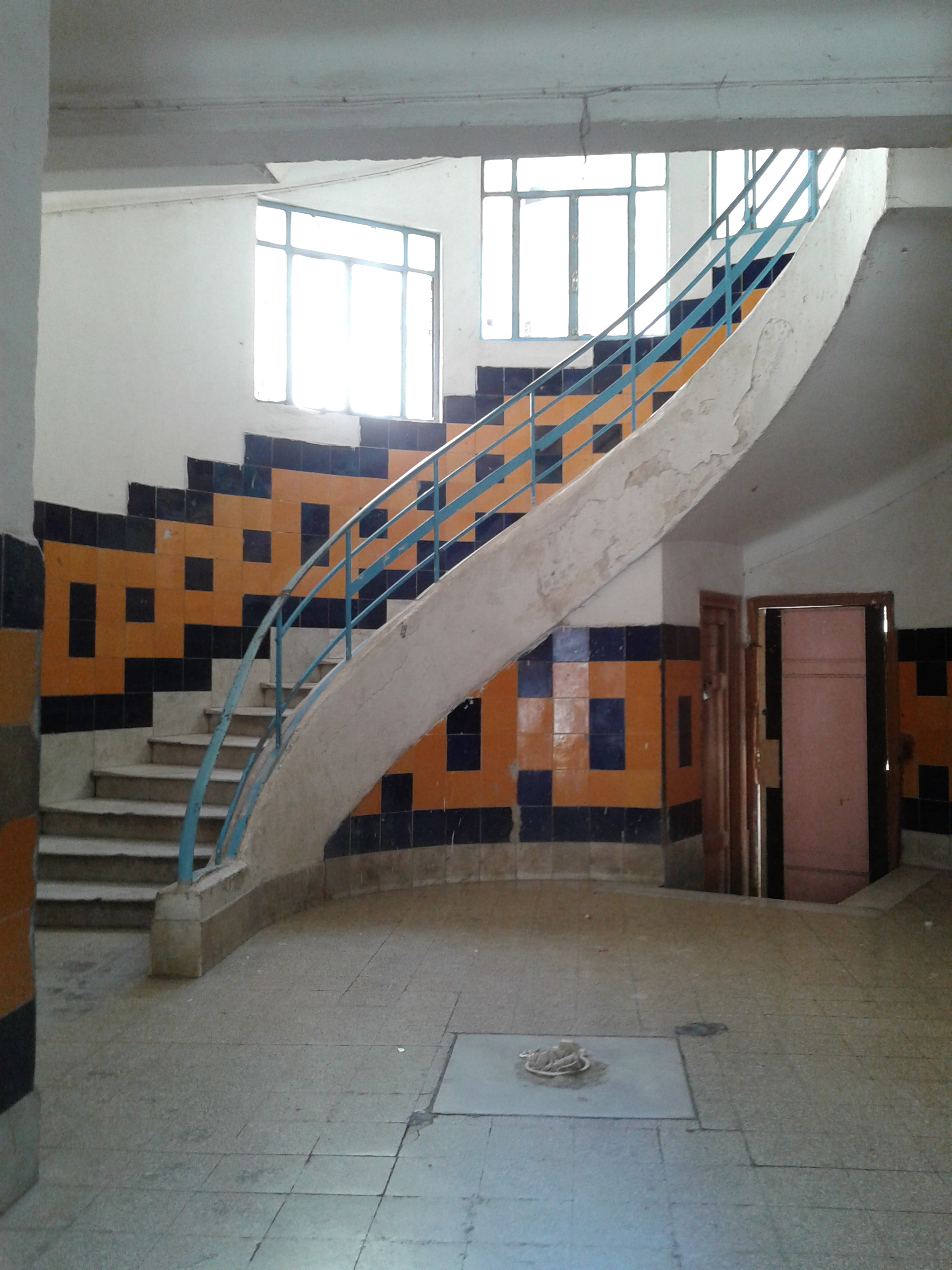

### Immeuble du petit Colisée (31, avenue de la Liberté)

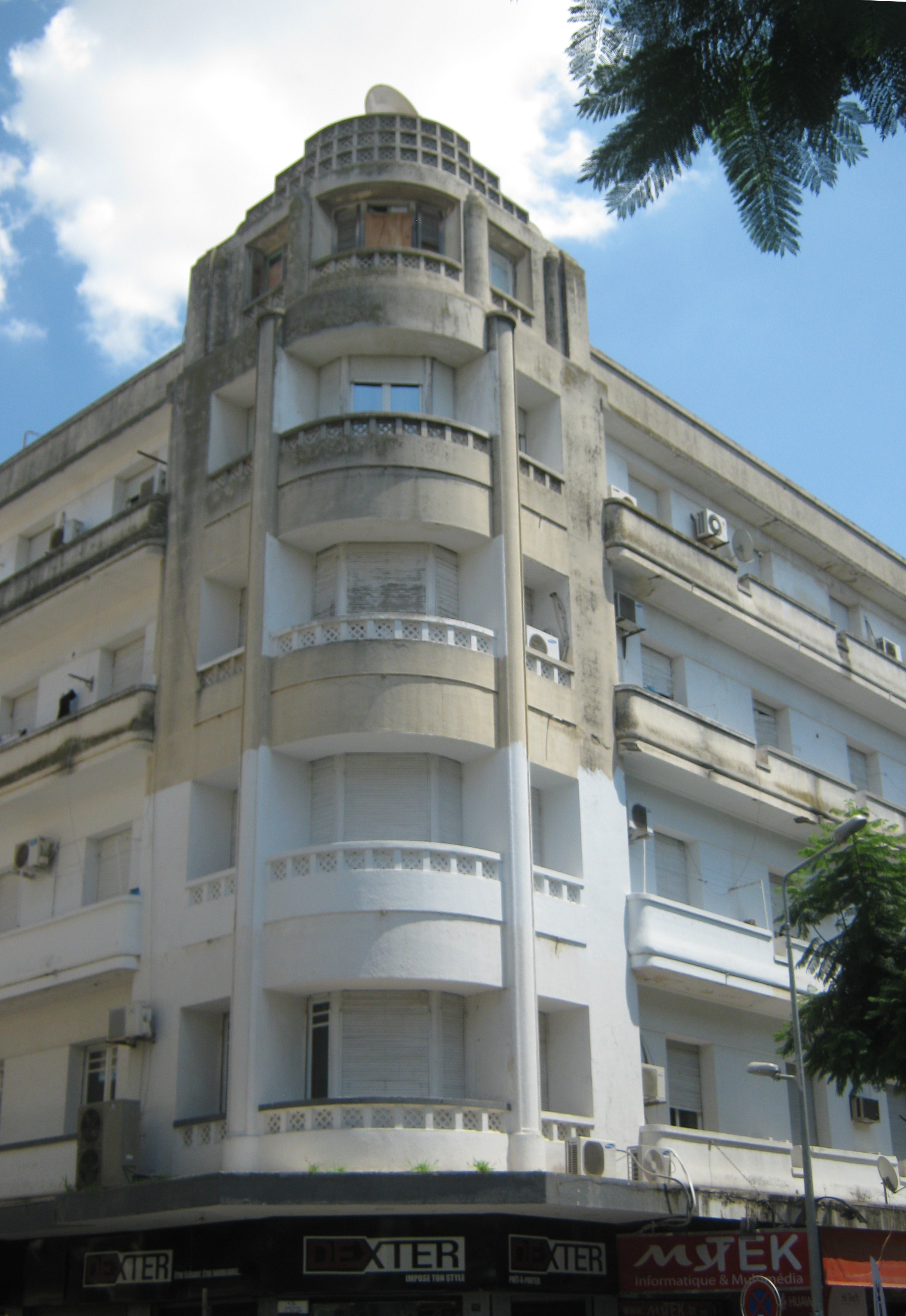